# 虹口公园爆炸事件
31°16′29″N 121°28′44″E / 31.274789°N 121.478906°E
虹口公园爆炸事件，或虹口公园义举，日本方面稱為上海天長節炸彈事件（日语：上海天長節爆弾事件），于1932年4月29日发生于中国上海虹口公园，是由中华民国国民政府和流亡中国的大韩民国临时政府共同策划实施的暗杀一二八事变中进攻上海之日本军队要员的爆炸袭击事件。此次行动主要由时任大韩民国临时政府警务部长的金九具体策划，由韩国人青年尹奉吉付诸实施。在此次行动中，日军上海占领军总司令白川义则被炸死，日本驻华公使重光葵被炸断一腿。事发后，尹奉吉被日本方面逮捕并执行枪决。

## 背景
1932年1月28日，日军向驻守上海闸北的中国国民革命军十九路军发动进攻。中国军队进行1个多月抵抗后，逐渐不敌，遂放弃江湾、闸北之阵地，全线撤退。3月3日，日军占领真如、南翔后宣布停战。随后，在英、美、法、意等国调停下，双方开始进行谈判。
在谈判进行过程中，在上海的日本军政要人决定借4月29日庆祝“天长节”（昭和天皇生日）的机会，在虹口公园举行“淞沪战争祝捷大会”。

## 行动策划

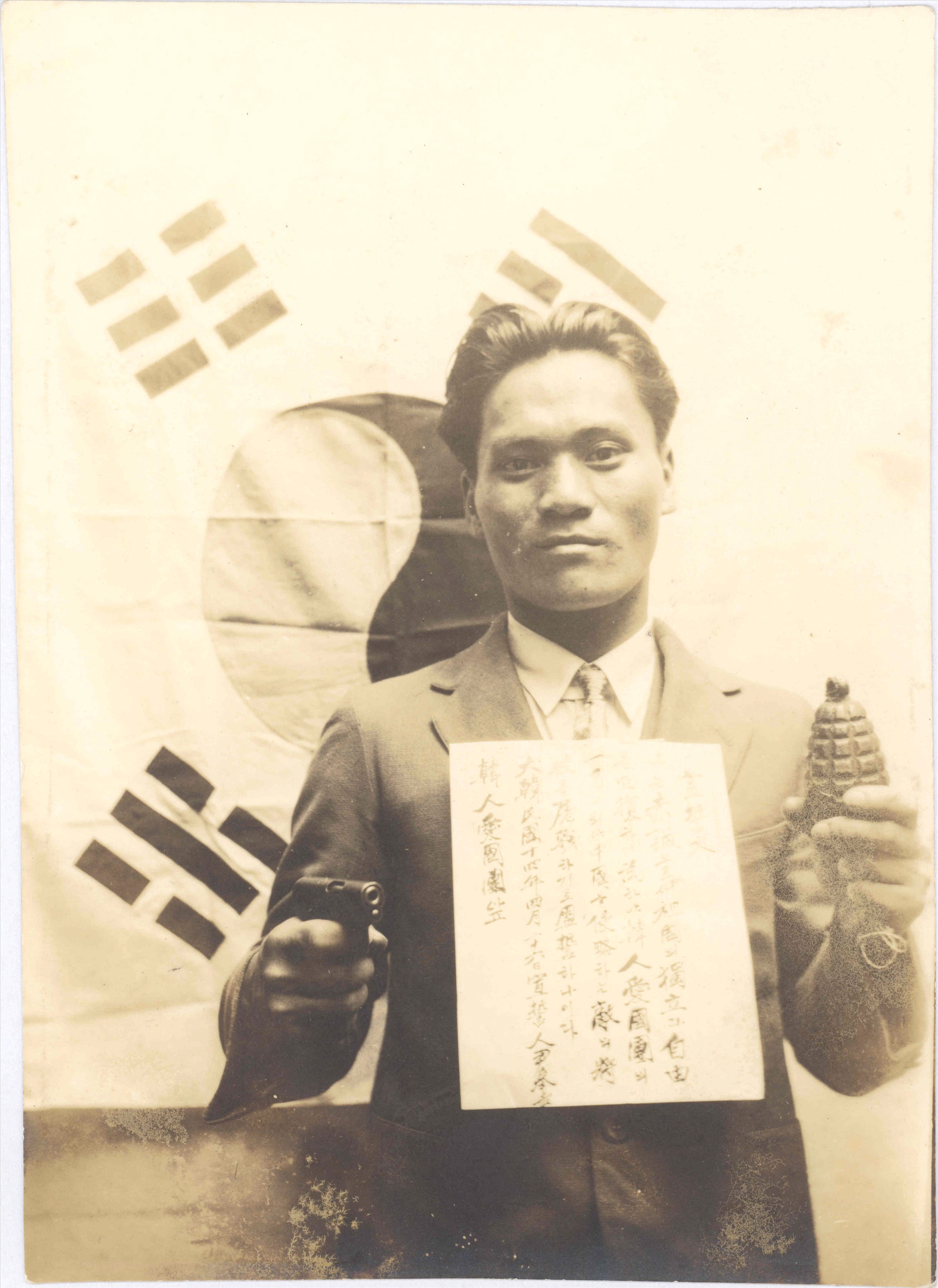
尹奉吉在韩国国旗下宣誓

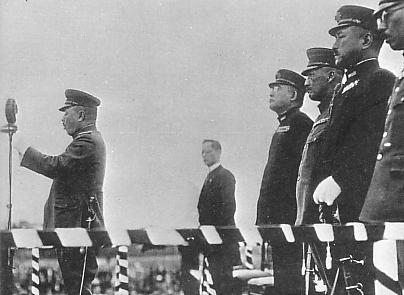
虹口事件发生前的阅兵式上，日军高层发布讲话。前立者为白川義則。後列从左至右为駐華公使重光葵 、野村吉三郎、植田謙吉、嶋田繁太郎

在此背景下，国民政府行政院代理院长兼淞沪警备司令陈铭枢等人决定采取暗杀行动以破坏日军此次庆祝活动。陈找到有“暗杀大王”之称的好友王亚樵，向其透露此构想。王表示支持。但日方为防不测，放言称“祝捷大会”不许任何中国人入场，因此难以下手。王于是建议，请流亡在上海的大韩民国临时政府派人完成此事。王找到与其交情颇深的临时政府内务总长安昌浩，向其提出此事，并提供经费4万元。安昌浩随后约见了时任大韩民国临时政府警务部长的金九。金表示愿意承担此任务。
金在接受此任务后，吸取李奉昌在櫻田門事件時刺杀裕仁失败的教训，严格进行了炸弹的准备工作。同时，金找到了流落到上海的韩国青年尹奉吉前去进行暗杀行动。尹通晓日语，意志坚定，当即同意领命。4月26日，尹加入韩人爱国团并在韩国国旗下宣誓留影。

## 事件过程

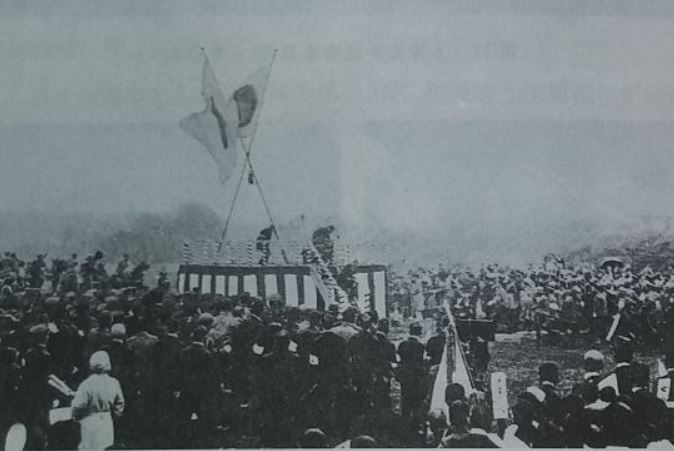
虹口公园爆炸后现场

4月29日清晨，金九、尹奉吉来到韩国侨民金海山家，最后诀别。8时之前，尹奉吉顺利进入了会场。10时整，祝捷大会正式开始。约1小时后，阅兵式完毕。各国领事因本国政府指令在中日冲突中严守中立，因而只参加天长节庆祝活动，而回避“祝捷”的内容，故而纷纷退场。
11时30分左右，祝捷大会进入高潮。在场日本人一齐高唱日本国歌「君之代」。炮队发射21响礼炮。随着第三声礼炮声响，尹奉吉冲出人群，在距主席台数米处，将水壶炸弹准确地投掷在日军总司令白川義則、日本驻沪留民团行政委员长河端贞次等脚下。炸弹随后爆炸，河端当即被炸死；白川义则身中204块弹片，至5月25日抢救无效死亡；第九师团长植田谦吉、日本驻华公使重光葵均被炸断一腿，日本海軍第三艦隊司令長官野村吉三郎被炸瞎右眼，驻上海领事村井仓松也因此受重傷；亦有其他多名日本军官、士兵伤亡。

## 尾声
爆炸发生后，尹奉吉立即被捕。日军宪兵对尹施以酷刑，但尹一口咬定投弹之事由他一人承担。日军对居住在上海法租界的韩国侨民进行报复，安昌浩等17人被捕。金九透过路透社发表声明称虹口爆炸案是他主谋，警告日军不得滥捕无辜。为了躲避日军追捕，在同盟会元老褚辅成帮助下，金九前往浙江嘉兴避难。
1932年12月19日，尹奉吉在日本金泽郊外被槍決，时年24岁。

## 纪念

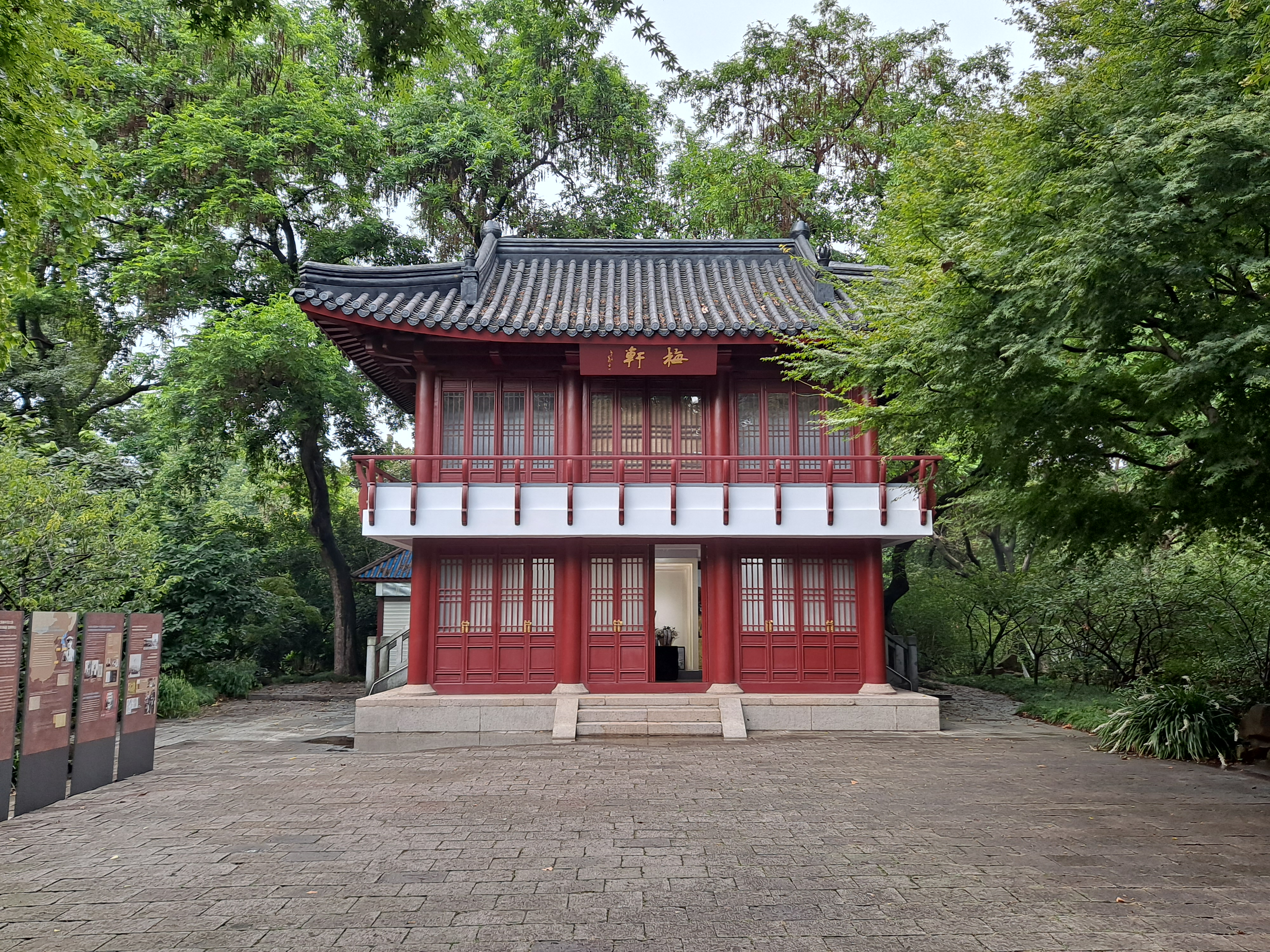
上海鲁迅公园内的尹奉吉纪念馆

- 上海市鲁迅公园（原虹口公园）建有该事件的纪念碑，以及尹奉吉纪念馆。
- 每年4月29日即事件发生之日，尹奉吉的故乡韩国忠清南道礼山郡都要举行梅轩文化节。

## 延伸阅读
- 上海ニ於ケル天長節式中ノ爆弾兇変事件（上海事件附連盟調査委員会 松本記録 第二巻）　アジア歴史資料センター　レファレンスコード：B02030474600
- 上海爆弾事件犯人に関し上海に於ける出先官憲は協議の上本六日午后三時左の如く発表せり（国立公文書館 各種情報資料・満洲及支那事変ニ関スル新聞発表）　アジア歴史資料センター　レファレンスコード：A03023776600
- 外事警察報第119号（内務省警保局 昭和7年6月）　アジア歴史資料センター　レファレンスコード：A04010420400

外国事情 〔中華民国〕 上海に於ける爆弾投擲事件の概況　p30～p34
- 上海爆弾事件に関する北京天津タイムス社説の件（昭和7・7・11～7・7・13 満受大日記（普） 其16 2／2）　アジア歴史資料センター　レファレンスコード：C04011339200
- 虹口公園爆弾事件犯人尹奉吉に対する判決書写送付の件（海軍省公文備考 昭和7年 D 外事 巻6）　アジア歴史資料センター　レファレンスコード：C05022017600